# Chude Pamela Parker Allen
Chude Pamela Parker Allen   (Pennsilvània, 1943), també coneguda com Pamela Parker, Chude Pamela Allen, Chude Pam Allen, Pamela Allen i Pam Allen és una activista estatunidenca en favor dels drets civils i delmoviment d'alliberament de la dona. Va fundar, juntament amb Shulamith Firestone, l'organització feminista radical New York Radical Women a finals de la dècada de 1960.

## Educació i activisme pels drets civils
Pamela Parker va néixer a Pennsilvània el 1943. Va créixer amb una educació episcopaliana i va viure a Solebury, Pennsilvània. La seva mare era mestra de guarderia i el seu pare treballava com a gerent en una fàbrica d'articles de cautxú.
Allen va acudir a Carleton College a Northfield, Minnesota, on va estudiar religió. Es va unir a l'associació Students for a Democratic Society (Estudiants per una Societat Democràtica). L'estiu de 1963, va ser assessora en Church of the Advocate a Filadèlfia on va viure amb un ministre afroestamericà i la seva família. En el seu tercer any, va ser una dels tretze estudiants blanques d'intercanvi a Spelman College, la primavera de 1964. Allà va assistir a un seminari sobre no-violència dirigit per Staughton Lynd i es va involucrar amb el Committee on Appeal for Human Rights (Comitè d'Apel·lació pels Drets Humans). Es va oferir com a mestra de Freedom School a Holly Springs, Mississipi, per a la campanya Freedom Summer. Durant el seu últim any, va ser activista al campus i va parlar pel Student Nonviolent Coordinating Committee (Comitè Coordinador Estudiantil No Violent). Es va casar amb l'activista afroestatunidenc Robert L. Allen el 1965. Després de la seva graduació a Carleton, es va traslladar a la ciutat de Nova York, on va treballar en una agència que trobava cases per a nens en acollida.

## Moviment d'alliberament de la dona
Allen va ser una activista clau en el moviment d'alliberament de les dones blanques i va posar molt èmfasi a parar atenció al racisme dins el moviment. Va fundar, juntament amb Shulamith Firestone, el grup New York Radical Women (Dones Radicals de Nova York) el 1967. El grup va planejar l'acció de la Brigada Jeannette Rankin. Allen més tard va abandonar el grup, per les desavinences sobre maternitat i el seu rebuig del paper tradicionals de les dones. Va treballar perThe Guardian a principis de l'any 1968. Es va traslladar a San Francisco, on es va unir al grup feminista Sudsofloppen. Basant-se en les seves experiències en el grup, va escriure l'influent pamflet Free Space: A Perspective on the Small Group in Women 's Liberation, en el que dissenyava un mètode de conscienciació en quatre etapes. L'obra estava influenciada per la psicologia humanista.
Va ser editora del diari de la Unió Women's Alliance to Gain Equality (Union Wage). També es va implicar en l'acció Bridal Fair (Fira nupcial) de 1969, la protesta de Miss Amèrica de setembre de 1968, i el Dia Internacional de la Dona.
Allen va col·laborar amb el seu primer marit en el llibre de 1974 Reluctant reformers: Racism and Social Reform Movements in the United States (Reformadors reticents: racisme i moviments de reforma social als Estats Units). També escriu poesia i ha redactat dues obres de teatre, The Uprising of the 20.000 i Could We Be Heard.
Allen és membre de Bay Area Veterans of the Civil Rights Movement (Veterans del Moviment pels drets civils de la zona de la Badia). Actualment, viu en San Francisco.
Allen va ser una de les activistes protagonistes del documental She's Beautiful When She's Angry (2014) sobre la segona onada del feminisme dels Estats Units.